# ستيف بيل (مغني)
ستيف بيل هو مغني وكاتب أغاني كندي، ولد في 17 نوفمبر 1960 في كالغاري في كندا.

## وصلات خارجية
- الموقع الرسمي
- ستيف بيل على موقع IMDb (الإنجليزية)
- ستيف بيل على موقع ميوزك برينز (الإنجليزية)
- ستيف بيل على موقع ديسكوغز (الإنجليزية)